# 500 Single & 750 Twin TT
De 500 Single & 750 Twin TT was een race die werd georganiseerd in het kader van de Isle of Man TT. Ze werd slechts twee keer verreden: tijdens de Isle of Man TT 1909 en de Isle of Man TT 1910, beide malen op de St John's Short Course op het eiland Man.

## Voorgeschiedenis
De TT van Man was in 1907 voor het eerst georganiseerd, middels een samenwerking tussen de Britse motorfietsbond Auto-Cycle Union en het gouvernement van Man, de Tynwald. Men was in die jaren nog zoekende naar de beste reglementen en een klassen-indeling. In 1907 en 1908 werd bepaald dat het aantal cilinders bepalend was, ongeacht de cilinderinhoud. Zo ontstonden de Single Cylinder TT en de Twin Cylinder TT. In die jaren bleek dat de tweecilinders qua snelheid in het nadeel waren ten opzichte van de eencilinders, wat geen probleem opleverde omdat ze hun eigen klasse hadden.

## 500 Single & 750 Twin TT
In 1909 en 1910 werd slechts één race gereden, waarin beide klassen samen reden, met eencilinders met een maximale cilinderinhoud van 500 cc en tweecilinders met een maximale cilinderinhoud van 750 cc. Nu bleken de tweecilinders in het voordeel te zijn. De snelheden namen snel toe en de ACU maakte zich daar zelfs zorgen over. Ze besloot al in 1910 dat de tweecilinders vanaf 1911 slechts 670 cc mochten meten. Dat werd uiteindelijk zelfs nog minder: in de Senior TT van 1911 was de cilinderinhoud van de twins beperkt tot 585 cc. 

### Uitslag 500 Single & 750 Twin TT 1909
| Pos | Coureur        | Merk           | Snelheid  | Tijd      | Motor        |
| --- | -------------- | -------------- | --------- | --------- | ------------ |
| 1   | Harry Collier  | 6 hp Matchless | 49.01 mph | 3:13.37.8 | Tweecilinder |
| 2   | Lee Evans      | 5 hp Indian    | 48.07 mph | 3:17.35.2 | Tweecilinder |
| 3   | Oliver Godfrey | 3½ hp Rex      | 44.89 mph | 3:31.31.6 | Eencilinder  |

### Uitslag 500 Single & 750 Twin TT 1910
| Pos | Coureur         | Merk           | Snelheid  | Tijd    | Motor        |
| --- | --------------- | -------------- | --------- | ------- | ------------ |
| 1   | Charlie Collier | 5 hp Matchless | 50.59 mph | 3:07.54 | Tweecilinder |
| 2   | Harry Collier   | 5 hp Matchless | 49.29 mph | 3:12.45 | Tweecilinder |
| 3   | Walter Creyton  | 3½ hp Triumph  | 48.02 mph | 3:17.58 | Eencilinder  |

Vanaf 1911 pakte de Auto-Cycle Union de zaken anders aan: met richtte twee klassen in: de Junior TT en de Senior TT. Deze namen zonder referentie aan cilinderinhoud en cilinderaantal boden de mogelijkheid ze jaarlijks in te vullen afhankelijk van de ontwikkeling van de motorfietsen, die in deze periode erg snel gingen. In 1911 bestond de Junior TT uit eencilinders tot 300 cc en tweecilinders tot 340 cc en de Senior uit eencilinders tot 500 cc en tweecilinders tot 585 cc. Vanaf 1912 tot 1976 kreeg de Junior TT 350cc-motorfietsen, de Senior TT kreeg van 1912 tot 1984 motorfietsen van 500 cc. Het aantal cilinders deed niet meer ter zake en de Fédération Internationale des Clubs Motocyclistes nam het systeem over, eerst bij het Europees kampioenschap wegrace en later ook bij het wereldkampioenschap wegrace.